# Hospital Geral de Luanda
Das staatliche Hospital Geral de Luanda im Bezirk Kilamba Kiaxi von Luanda gehört zu den größten und modernsten Krankenhäusern Angolas.

## Geschichte
Das von einem chinesischen Bauunternehmen errichtete Krankenhaus wurde 2006 eröffnet. Es musste aufgrund von massiven Baufehlern jedoch komplett abgerissen werden. Die unterirdischen Wasserläufe waren beim Bau der Fundamente nicht berücksichtigt worden. Auf Basis eines Regierungsabkommens mit der chinesischen Regierung begann das Unternehmen China Tiesiju Civil Engineering Group im Jahr 2012 mit dem Neubau. Auf dem Baugelände führte ein Sekretär der chinesischen Botschaft die Bauaufsicht durch. Der zweigeschossige Neubau wurde von ursprünglich 8000 m² auf 22.000 m² erweitert. Er wurde Mitte 2015 eingeweiht und verfügte über 300 Betten, 42 Ärzte, 155 Krankenschwestern/-pfleger sowie 82 technische Angestellte. Sie werden von einem Team von 10 Ärzten verschiedener Fachrichtungen aus China und 17 Ärzten aus Kuba unterstützt. Es fehlen jedoch noch 150 Ärzte und rund 800 Krankenschwestern/-pfleger. Es konnten täglich 800 Patienten behandelt werden. Anfang 2019 lag die Anzahl der Betten bei 350, davon 17 auf der Intensivstation, zuzüglich 101 Babywiegen. Die durchschnittliche tägliche Patientenzahl lag bei 1500, davon 950 in der Notaufnahme.

## Fachrichtungen
Neben der Allgemeinmedizin verfügt es unter anderen über die Abteilungen Chirurgie, Unfallchirurgie, Orthopädie, Pädiatrie, Gynäkologie und Geburtshilfe, Innere Medizin, Neurologie, Kardiologie, Dermatologie, Augenheilkunde, Hals-Nasen-Ohren-Heilkunde sowie Physiotherapie. Anfang 2020 wurde ein Dialysezentrum eingerichtet. Die chinesischen Ärzte führten auch die Akupunktur als Behandlungsmethode ein. Auf der Notfallstation werden täglich über 200 Patienten behandelt. Für die Diagnose stehen neben klinischen Labors unter anderem digitales Röntgen, Echokardiographie, Kolposkopie sowie Computertomographie zur Verfügung. Die meisten Patienten leiden an Malaria und  saisonalen Atemwegserkrankungen.